# Nordin ben Salah
Nordin ben Salah (* 18. Mai 1972 in M'Tioua, Marokko; † 20. September 2004 in Amsterdam) war ein niederländischer Box-Weltmeister.

## Karriere
Ben Salah begann seine Karriere im Alter von 15 Jahren als Kickboxer. Im Zuge seiner Erfolge erhielt er den Spitznamen Fighting Nordin. 1993 wurde er in Finnland Europameister im Kickboxen. Nachdem er 1994 auch den Weltmeistertitel gewonnen hatte, wechselte er zum klassischen Boxen.
In seinem ersten offiziellen Kampf am 28. Mai 1994 siegte ben Salah ohne große Mühen in der ersten Runde durch K. o. gegen den Ungarn Laszlo Jacobs. Am 8. Mai 1999 gewann er zunächst den Weltmeistertitel im Super-Mittelgewicht nach Version der WBU durch einen Punktsieg gegen den Deutschen Norbert Nieroba. Als nach dem Kampf bei der Dopingkontrolle einige Spuren von Ephedrin in seinem Urin nachgewiesen wurden, verlor er den Titel umgehend wieder.
Am 16. März 2002 gewann er dann in Magdeburg den WBA-Intercontinentaltitel im Super-Mittelgewicht durch einen Punktsieg über 12 Runden gegen Sidney Mxoli Msutu aus Südafrika. Im März 2003 verlor ben Salah den Titel zwar nach einer K.-o.-Niederlage an den Argentinier Francisco Antonio Mora. Im Rückkampf sechs Monate später in Erfurt holte er sich ihn aber wieder zurück.
Nach diesem Sieg trat ben Salah vom Boxsport zurück. Von den 39 Kämpfen in seiner Laufbahn entschied er 36 für sich, davon 26 durch K.-o.-Schlag.
2004 wirkte er in dem Spielfilm Shouf Shouf Habibi! – Schau ins Leben des niederländischen Regisseurs Albert ter Heerdt mit.
Am Abend des 20. September 2004 wurde ben Salah auf offener Straße niedergeschossen, als er seine Trainingshalle verließ. Von einem vorbeifahrenden Motorrad wurden mehrere Schüsse auf ihn abgefeuert. Ben Salah erlag kurze Zeit darauf im Krankenhaus seinen schweren Verletzungen. Er hinterlässt eine Freundin und einen gemeinsamen Sohn.